# José Albano Volkmer
José Albano Volkmer (Porto Alegre, 28 de outubro de 1942 – Porto Alegre, 8 de outubro de 2007) foi um arquiteto brasileiro, conhecido por sua liderança em várias instituições ligadas à arquitetura, construção e arte.

## Biografia
Graduou-se em arquitetura pela Universidade Federal do Rio Grande do Sul (UFRGS), de onde posteriormente tornou-se professor e diretor. Era mestre em História Ibero-americana pela Pontifícia Universidade Católica do Rio Grande do Sul (PUC-RS). Foi autor da tese Arquitetura Religiosa Barroca no Rio Grande de São Pedro - Século XVIII.
Conhecido pelo seu caráter ético e pela disposição generosa e compreensiva, José Albano Volkmer se caracterizava pela dedicação às causas pelas quais militava, destacando-se a luta pela criação do Conselho de Arquitetos e Urbanistas (CAU) e a defesa intransigente do patrimônio cultural brasileiro.
Faleceu aos 65 anos de idade.

### O professor
Como professor, Albano conquistou a estima e o respeito de seus alunos, nos quais tinha o dom de despertar o mesmo interesse apaixonado pelo tema de suas aulas, formando gerações de profissionais comprometidos com a cultura arquitetônica e com o exercício ético da profissão. Foi um dos fundadores do curso de arquitetura da Universidade do Vale do Rio dos Sinos (Unisinos), onde atuou de 1972 a 1980. Lecionou, ainda, na Universidade Federal de Santa Maria (UFSM) (1974-1976), na Universidade Luterana do Brasil (ULBRA) (1997-1998 e 1999-2000), na Ritter dos Reis (1999-2000) e na Universidade Regional Integrada do Alto Uruguai e das Missões (URI) (2000-2002).

### O administrador
A atuação de José Albano Volkmer como administrador o levou ao exercício da presidência do Instituto de Arquitetos do Brasil - Seção RS, do Conselho Federal de Engenharia, Arquitetura e Agronomia (CONFEA), do Conselho Regional de Engenharia, Arquitetura e Agronomia (CREA), do Conselho Estadual de Cultura, do Conselho Internacional de Monumentos e Sítios (ICOMOS), e da Fundação de Ciência e Tecnologia do Estado do Rio Grande do Sul (CIENTEC), entre outros órgãos. Foi também diretor do Museu de Arte do Rio Grande do Sul (MARGS). Seu último cargo foi o de diretor da Faculdade de Arquitetura da UFRGS.